# Championnat d'Écosse de football 1891-1892
Navigation
Édition précédente Édition suivante
La 2e édition du championnat d'Écosse de football est remportée par Dumbarton FC. Après avoir été champion conjointement avec les Rangers FC, Dumbarton cette fois-ci l’emporte seul. Il gagne avec deux points d’avance sur le Celtic FC. Heart of Midlothian complete le podium
À la fin de la première saison, Cowlairs Football Club n’est pas conservé dans le championnat par la fédération écossaise de football. Une piètre première saison compliquée par une sanction donnée pour avoir fait jouer des footballeurs non dûment enregistrés auprès de la League et des accusations de professionnalisme expliquent cette décision. Le club est remplacé au début de la saison par Leith Athletic.
De plus deux clubs rejoignent la Ligue et font passer le championnat à 12 équipes : Renton Football Club et Clyde Football Club.
Jack Bell, joueur de Dumbarton FC, avec 23 buts, termine meilleur buteur du championnat pour la deuxième année consécutive.

## Les clubs de l'édition 1891-1892
| Club                              | Ville                            |
| --------------------------------- | -------------------------------- |
| Abercorn Football Club            | Paisley                          |
| Cambuslang Football Club          | Glasgow                          |
| Celtic Football Club              | Glasgow                          |
| Clyde Football Club               | Rutherglen                       |
| Dumbarton Football Club           | Dumbarton                        |
| Heart of Midlothian Football Club | Édimbourg                        |
| Leith Athletic Football Club      | Leith                            |
| Rangers Football Club             | Glasgow                          |
| Renton Football Club              | Renton                           |
| Saint Mirren Football Club        | Paisley                          |
| Third Lanark Athletic Club        | Glasgow                          |
| Vale of Leven Football Club       | Alexandria (West Dunbartonshire) |

## Compétition

### Classement
Le classement est établi sur le barème de points classique (victoire à 2 points, match nul à 1, défaite à 0).
| Rang | Équipe                  | Pts | J  | G  | N | P  | Bp | Bc | Diff |
| ---- | ----------------------- | --- | -- | -- | - | -- | -- | -- | ---- |
| 1    | Dumbarton Football Club | 37  | 22 | 18 | 1 | 3  | 78 | 27 | +51  |
| 2    | Celtic FC               | 35  | 22 | 16 | 3 | 3  | 62 | 21 | +41  |
| 3    | Heart of Midlothian     | 34  | 22 | 15 | 4 | 3  | 65 | 35 | +30  |
| 4    | Leith Athletic          | 25  | 22 | 12 | 1 | 9  | 51 | 40 | +11  |
| 5    | Rangers FC              | 24  | 22 | 11 | 2 | 9  | 59 | 46 | +13  |
| 6    | Third Lanark AC         | 21  | 22 | 8  | 5 | 9  | 43 | 47 | -4   |
| 7    | Renton FC               | 21  | 22 | 8  | 5 | 9  | 37 | 43 | -6   |
| 8    | Clyde FC                | 20  | 22 | 8  | 4 | 10 | 63 | 61 | +2   |
| 9    | Abercorn FC             | 17  | 22 | 6  | 5 | 11 | 44 | 59 | -15  |
| 10   | Saint Mirren            | 15  | 22 | 5  | 5 | 12 | 43 | 60 | -17  |
| 11   | Cambuslang              | 15  | 22 | 5  | 5 | 12 | 21 | 53 | -32  |
| 12   | Vale of Leven FC        | 5   | 22 | 0  | 5 | 17 | 24 | 99 | -75  |

|  | Champion d'Écosse |
|  | Relégation        |

## Bilan de la saison
| Tableau d'Honneur                |              |
| Compétition                      | Vainqueur    |
| Championnat d'Écosse de football | Dumbarton FC |
| Coupe d'Écosse de football       | Celtic FC    |

| Promotions et relégations |                             |
| Promus                    | Aucun                       |
| Relégués                  | Cambuslang Vale of Leven FC |

## Statistiques

### Meilleur buteur
- Jack Bell, Dumbarton FC,   23 buts